# Bageherpeton
Bageherpeton es un género extinto de temnospóndilo arquegosáurido que vivió al final del Pérmico en Rio Grande do Sul, Brasil, en el actual geoparque de Paleorrota. Sus fósiles fueron encontrados en la Formación Rio do Rasto y fue nombrado por la ciudad de Bagé que se encuentra en dicha región. Fue descrito a partir de una mandíbula inferior.